# Comunidad Internacional de Estudiantes Evangélicos
La Comunidad Internacional de Estudiantes Evangélicos o CIEE (en inglés International Fellowship of Evangelical Students o IFES) es una organización cristiana evangélica  interdenominacional de grupos, clubes o asociaciones de estudiantes que se reúnen en (o cerca de) universidades para estudiar la Biblia. Tiene su sede en Oxford, Reino Unido. 

## Historia
En Reino Unido, el Oxford Inter-Collegiate Christian Union, fundado en 1879, es miembro fundador del Student Christian Movement of Great Britain (SCM) en 1892. Luego, en 1928, los estudiantes abandonaron el SCM debido a varias posiciones liberales y formaron la Inter-Varsity Christian Fellowship, uno de los primeros GBU creados formalmente.  Este movimiento se exportó a Canadá en 1928 y a EE. UU. en 1941.
La Comunidad Internacional de Estudiantes Evangélicos se formó oficialmente en 1947 en la Universidad de Harvard en los EE. UU. con varios grupos nacionales.
Estuvo presente en 180 países en 2023.

## Programas
Las reuniones grupales se llevan a cabo cada semana para discutir la Biblia en las universidades. Estos grupos, de orientación evangélica, no están apegados a ninguna confesión en particular.